# Roslags Brevik
Roslags Brevik är ett fritidshusområde och en fastighetsägaresamfällighet i Åkersberga i Österåkers kommun. Gården som har gett namn åt samfälligheten ligger strax öster om Margretelunds slott vid Trälhavet. Efter styckning av den gamla jordbruksfastigheten från 1700-talet såldes så kallade sportstugetomter med början omkring 1950. Området har numera till stor del även permanentbostäder.